# Larbi Kechat
 (mai 2021).
Si vous disposez d'ouvrages ou d'articles de référence ou si vous connaissez des sites web de qualité traitant du thème abordé ici, merci de compléter l'article en donnant les références utiles à sa vérifiabilité et en les liant à la section « Notes et références ».
Larbi Kechat, né le 15 avril 1945 à Bordj Zemoura dans la wilaya de Bordj Bou Arreridj  en Algérie, est un imam qui prêchait à la mosquée Adda’wa à Paris, située rue de Tanger dans le 19e arrondissement.

## Biographie
Larbi Kechat est né le 15 avril 1945 en Algérie dans la commune de Bordj Zemoura. Fils d’un grand imam dans toute la région de Bordj Zemoura qui s'appelle cheikh Mohammed Kechat (1912- 1994), il obtient sa licence en littérature et langue arabe à l'université de Constantine en 1970, Il se marie et a deux enfants avant d'arriver en France. Il arrive à Paris et s'inscrit à La Sorbonne pour continuer ses études supérieures

## Engagement

### Mosquée Adda’wa
Il s’engage dans des organisations liées à la communauté musulmane en France. En 1979 il fait son premier prêche à la mosquée Adda’wa.
La mosquée Adda’wa appartient à l’Association cultuelle islamique (ACI) fondée par un groupe d’une dizaine de travailleurs en 1969. Elle s’installe tout d’abord au rez-de-chaussée d’un hôtel à Belleville appartenant à Abdelkader Benahmed puis a déménagé à Ménilmontant sous la direction de Mohand Tighlit qui a sollicité Larbi Kechat d'être l'imam de la mosquée. En 1979, la mosquée déménage au 39, rue de Tanger dans les anciens entrepôts Bouchara qui viennent d’être rachetés.
De 1989 à fin 2014, Larbi Kechat est recteur de la mosquée du 19e arrondissement de Paris. En 2001, la Mairie de Paris dirigée par Bertrand Delanoë accepte de fournir un permis de construire à la mosquée de la rue de Tanger. Le bâtiment existant est alors rasé en 2005 afin de construire une mosquée-cathédrale, édifice dont le coût des travaux est estimé à environ 15 à 17 millions d’euros. Pendant cette période, la mosquée Adda’wa est domiciliée dans un bâtiment en préfabriqués installé à la Porte de la Villette sur un terrain mis à disposition par la Mairie de Paris.